# Fairport Harbor
Fairport Harbor falu Lake megyében, Ohio államban, az Erie-tó partján, a Grand River torkolata közelében. 2000-ben a lakossága 3180 fő volt. Érdekessége, hogy az Egyesült Államokban itt a legmagasabb a magyarok aránya, a lakosság 11,5%-a magyar származású. A jelenlegi polgármester (2009-ben) Frank J. Sarosy, a rendőrfőnök Mark Kish, a tűzoltóparancsnok Jeffrey Hogya, a Harding Gimnázium igazgatója Tom Fazekas szintúgy magyar származású.

## Történet
A falut először Grandon néven alapították 1796-1797 táján, amikor a terület még Connecticuthoz tartozott. Előttük - a régészeti adatok szerint - erie indiánok éltek itt, egészen 1650-1654-ig, amikor az erie falvakat az irokézek lerombolták. 1760-ban járt itt először fehér ember, név szerint Robert Rogers és követői.
1836-ban a falu nevét Fairportra változtatták, majd 1923-ban a Harbor szót is hozzáadták a nevéhez. A 19. század végén különböző bevándorló csoportok érkeztek a faluba, köztük angolok, finnek és magyarok. 1922-ben az ország első női polgármestere egy finn nő, Amy Kaukonen volt.

## Látnivaló
Fairport Harborban két világítótorony található: A Fairport Harbor West Breakwater Light Painesville falurészben, ezt az Egyesült Államok partiőrsége működteti, és a Grand River (Fairport Harbor) Light, amit a Farport Harbor-i Történeti Társaság működtet. Ugyanitt található a Finn Örökség Múzeuma.

## Népesség
A 2000-es népszámlálás adati szerint a falu lakossága 3180 fő volt, azaz 839 család lakott itt. A népsűrűség 1180,6 fő/km². Rassz szerint a lakosság 97,9%-a fehér, 0,5%-a fekete, 0,09%-a őslakos indián, 0,16%-a ázsiai, 0,03%-a óceániai, 0,13%-a más rasszból származik és 1,07% kevert. A spanyol ajkú lakosság a lakosság 1,38%-át alkotja. 15,9% német, 12,3% finn, 11,5% magyar, 11,2% ír, 9,3% olasz és 5,2% angol származású. A lakosság 95,5%-a angolul, 2,4%-a finnül, 2,1%-a magyarul beszél otthon.

## A Fairport Harbor-i magyarság
A Plum és a Sixth utca sarkán áll az evangélikus és református templom, ahol vasárnaponként magyar istentisztelet zajlik. a lelkész Louis Medgyesi, a presbitérium vezetője John Evanko. A katolikus templom Fairport Harbor-i Páduai Szent Antal egyházközséghez tartozik. Ezt 1900-ban alapították, a jelenlegi pap Olejnyik György. A faluban működik egy Magyar Kultúrklub is.

## Lásd még
- Ohiói magyarok